# 鈴木宗太郎
鈴木 宗太郎（すずき そうたろう、1998年4月5日 - ）は、日本の俳優である。埼玉県出身。血液型A型。
ジョビィキッズプロダクション所属。

## 出演

### テレビドラマ
- 逃亡者 RUNAWAY（2004年7月 - 9月、TBS） - 永井陸 役
- テレビ朝日開局45周年記念スペシャルドラマ 弟 （2004年11月、テレビ朝日） - 石原慎太郎（幼少） 役
- ドラマW 宿命（2004年12月、WOWOW） - 晃彦（幼少） 役
- 救命病棟24時 第3シリーズ・アナザーストーリー （2005年3月、フジテレビ） - 孝雄 役
- 連続テレビ小説（NHK）
  - 風のハルカ（2005年）- 神崎由起夫（幼少） 役
  - どんど晴れ（2007年）- 加賀美健太 役
  - 花子とアン（2014年）
- 花より男子 第9話（2005年12月、TBS）
- 土曜ワイド劇場 ユニット（2006年2月11日、テレビ朝日） - 宮永晴也 役
- 愛の劇場 スイーツドリーム （2006年9月 - 10月、TBS）- 一之瀬誠 役
- ホテリアー 第4話（2007年4月 - 6月、テレビ朝日） - 槙原翔太 役
- グータンヌーボスペシャルドラマ グータンな女たち（2007年10月、フジテレビ） - 山田拓海 役
- ABUアジア子どもドラマシリーズ「おばけなんてないさ」（2008年7月28日、NHK） - 主演・隆史 役
- ハッピーバースデー（2009年11月21日、フジテレビ） - 藤原直人 役
- 大河ドラマ 麒麟がくる（2020年、NHK）
- エンディングカット（2022年3月19日、NHK総合）- 三谷勇輔 役

### 映画
- どろろ（2007年、塩田明彦監督） - 百鬼丸（幼少） 役
- 虹色ほたる 〜永遠の夏休み〜（2012年、宇田鋼之介監督） - ユキ 役（声の出演）
- 映画 えんとつ町のプペル（2020年、廣田裕介監督） - トッポ 役（声の出演）

### ラジオドラマ
- 青春アドベンチャー 嘘か真か（2021年） - 小泉洋輔 役

### CM
- LION 冷えピタ
- Panasonic 3CCDデジカム
- 小学館 小学一年生入学準備号
- 味の素 ジーノ
- 日産 マイレージキャンペーン
- 住友林業 My Forest
- ハウス PRIMEカレー
- 関西電力 関電SOS -番犬篇-
- 井村屋製菓 肉まんあんまん シャキーン!篇
- マクドナルド ハッピーセット ポケモンHand篇
- P&G ファブリーズ
- カゴメ 完熟トマト鍋
- NTTドコモ しゃべってコンシェルジュ さよならメアリー先生篇
- カルピス カルピスウォーター 海の近くで 初夏篇

### その他
- 芦田愛菜 ファースト コンサート 〜ウィンターワンダーランド〜（2012年12月27日、きゅりあん 8階 大ホール） - バックダンサー